# 都天庙
都天庙位于中国江苏省淮安市清江浦区闸口街道都天庙街43号。

## 历史
都天庙建于清乾隆年间，嘉庆十八年（1813年）大修，纪念唐代安史之乱中坚守睢阳城，庇护江淮的张巡。该庙原本规模宏大，有牌楼、山门殿、中殿和后殿。1949年以后改为大舞台、蚕茧站、公安机关等。2011年进行修缮，2014年开放。现存中殿，江淮风格，构造纹饰仍精美。

## 保护
2006年6月9日，都天庙列为第三批淮安市文物保护单位。